# Штумпфеггер, Людвиг
Людвиг Штумпфеггер (нем. Ludwig Stumpfegger; 11 июля 1910, Мюнхен — 2 мая 1945, Берлин) — немецкий хирург, оберштурмбаннфюрер СС.

## Биография
С 1 мая 1930 года начал изучать в Мюнхене медицину. 2 июня 1933 года вступил в СС (личный номер 83 668). 1 мая 1935 года стал членом НСДАП (билет № 3 616 119). С 1936 года работал ассистентом Карла Гебхардта в хохенлихенском санатории (построенный как санаторий для больных туберкулёзом, с 1933 года он в основном использовался для лечения профессиональных и спортивных травм); в том же году персонал санатория использовался для медицинского обслуживания летних Олимпийских игр в Берлине и зимних Олимпийских игр в Гармиш-Партенкирхене. 11 августа 1937 года Штумпфеггер получил степень доктора.
С 1939 года хохенлихенский санаторий был передан в ведение СС и частично превращён в госпиталь. С ноября 1939 года до апреля 1940 года Штумпфеггер служил в полку «частей усиления СС» (нем. SS-Verfügungstruppe) и был главным врачом хирургического отделения в берлинском госпитале СС. 21 марта 1940 года был вновь переведён в госпиталь Хохенлихена и назначен адъютантом Гебхардта. Затем Гебхардт рекомендовал его Генриху Гиммлеру, и с сентября 1941 года Штумпфеггер руководил также группой хирургов при штабе командования рейхсфюрера СС.
Участвовал под руководством Гебхардта, Фрица Фишера и Герты Оберхойзер в экспериментах из области трансплантационной хирургии, проводившихся в Хохенлихене главным образом над польками из концлагеря Равенсбрюк. Штумпфеггер лично проводил пересадку костей и мышц. 20 апреля 1943 года стал оберштурмбаннфюрером резерва войск СС. 9 октября 1944 года по предложению Гиммлера направлен сопровождающим врачом в ставку Гитлера «Волчье логово» в Растенбурге. С начала апреля 1945 года постоянно присутствовал в бункере фюрера. По неподтверждённым сведениям, именно он по просьбе Магды Геббельс отравил её детей синильной кислотой.
Во второй половине дня 30 апреля 1945 года, в то время, как в саду рейхсканцелярии были облиты бензином и сожжены трупы Гитлера и Евы Браун, Штумпфеггер находился вместе с Йозефом Геббельсом, Мартином Борманом, камердинером Гитлера Хайнцем Линге, шофёром Гитлера Эрихом Кемпкой, личным адъютантом Гитлера по войскам СС Отто Гюнше и некоторыми родственниками охранников Гитлера.
В ночь на 2 мая 1945 года Штумпфеггер покончил с собой, приняв ампулу с цианистым калием. Перед этим он вместе с другими обитателями бункера пытался пробраться сквозь охваченный боями центр Берлина, но вскоре вместе с Борманом отделился от группы. В конце концов, обессиленные и деморализованные, они совершили самоубийство на вокзале Лертер. 7-8 декабря 1972 года во время прокладки подземного почтового кабеля были найдены два скелета. После их тщательного исследования судебными медиками, стоматологами и антропологами, скелеты были признаны принадлежащими Штумпфеггеру и Борману. Между зубами скелетов были найдены осколки стеклянных ампул с цианистым калием.
У Штумпфеггера осталась вдова, Гертруда Штумпфеггер (урожденная Шпенглер).
Его коллеги, с которыми он работал — Карл Гебхардт, Фриц Фишер и Герта Оберхойзер — в 1946 году стали обвиняемыми на Нюрнбергском процессе над врачами. Гебхардт был повешен, Фишер был приговорён к пожизненному заключению (в 1951 году срок был снижен до 10 лет, а в 1954 году Фишер был освобождён досрочно), а Оберхойзер приговорена к 20 годам тюрьмы (в 1951 году срок был снижен до 10 лет, а в 1952 году Оберхойзер была освобождена досрочно).

## Публикации
- Die freie autoplastische Knochentransplantation in der Wiederherstellungschirurgie der Gliedmaßen. Erfahrungen und Ergebnisse. // Deutsche Zeitschrift für Chirurgie. — Bd. 259. — 1944. — S. 495—746.

## В культуре
- В фильме «Бункер» (совместного производства: Германия — Италия — Австрия, 2004 год) роль доктора Штумпфеггера сыграл немецкий актер Торстен Крон.